# Sahrendorf
Sahrendorf ist Gemeindeteil der Gemeinde Egestorf im Landkreis Harburg in Niedersachsen. Der Ort liegt am nordöstlichen Rand des Naturschutzgebietes Lüneburger Heide.

## Geschichte
Sahrendorf liegt an der ehemaligen Hauptverkehrsverbindung Kassel – Hannover – Harburg – Hamburg mit seiner Poststation zwischen den nächstliegenden Poststationen Wietzendorf bei Soltau im Süden und Harburg im Norden und war vom 17. bis zum 19. Jahrhundert auch Station für den Pferdewechsel und das Tränken der Pferde aus dem heute noch vorhandenen Ziehbrunnen.
An der Südseite des Chorraumes der Kirche St. Stephanus in Egestorf befindet sich ein Epitaph für die 1701 verstorbene Maria Höfftin, Angehörige der Posthalterei.
Am 14. Juni 1716 machte hier Peter I., der Große während seiner zweiten großen Reise durch Westeuropa, auf dem Weg von Bad Pyrmont, wo er sich einer Kur unterzogen hatte, nach Kopenhagen Station.
Am 1. Juli 1972 wurde Sahrendorf in die Gemeinde Egestorf eingegliedert.

## Verwaltung
Sahrendorf wird auf gemeindlicher Ebene von Egestorf aus verwaltet. Das Ordnungsamt, das Standesamt und verschiedene andere hoheitliche Aufgaben werden von der Samtgemeindeverwaltung in Hanstedt übernommen.

## Kultur und Sehenswürdigkeiten
Sahrendorf besitzt in seiner Ortsmitte noch fünf alte Fachwerkhäuser aus dem 17. und 18. Jahrhundert.  Zwei dieser Häuser sind ehemalige Bauernhöfe, ein Haus ist die frühere Post- und Pferdewechselstation, ein Haus war die Schmiede und ein weiteres diente als Wohnhaus für die hinterbliebenen Witwen der in Egestorf tätigen Pastoren. Mitten durch den Ort fließt die Schmale Aue, die landläufig aber einfach Aue genannt wird.
Kultureller Höhepunkt ist der Anfang Januar jährlich stattfindende Faslam. Daneben gibt es unterschiedliche, auf und um den Turnierplatz stattfindende Reitsportveranstaltungen, wie u. a. die herbstliche Fuchsjagd, die von Sudermühlen (ehem. Wassermühle – heute Restaurant und Hotel zwischen Egestorf und Sahrendorf) startet.

## Verkehr
Zur Autobahn A 7, die im Osten der Gemeinde liegt, sind es ca. 3 km. Von Sahrendorf kann man mit verschiedenen Buslinien über Egestorf, Hanstedt und Salzhausen nach Buchholz in der Nordheide, Lüneburg und nach Hamburg fahren.